# Order Palm Akademickich
Palmy akademickie, Order Palm Akademickich (fr. L'Ordre des Palmes académiques) – francuskie odznaczenie państwowe nadawane wybitnym naukowcom oraz postaciom świata kultury i szkolnictwa.
Pierwotnie ustanowione jako tytuł honorowy przez cesarza Napoleona Bonaparte w 1808 roku w celu uhonorowania wybitnych profesorów Uniwersytetu Paryskiego. W obecnej formie zostało ustanowione 4 października 1955 przez premiera Edgara Faure'a na wzór odznaczenia nadawanego od 1808. Jest to więc najstarsze wyłącznie cywilne francuskie odznaczenie.

## Rys historyczny
W chwili ustanowienia jako tytuł honorowy w 1808, miał za zadanie wyróżnienie najwybitniejszych działaczy szkolnictwa uniwersyteckiego, w bardzo szerokim znaczeniu, gdyż w tamtych czasach do uniwersytetów zaliczały się również licea (w systemie francuskim matura, baccalauréat, jest pierwszym stopniem uniwersyteckim), w szczególności naukowców i profesorów.
W 1850 order podzielono na dwie klasy:
- Officier de l’Instruction Publique zwany Złote Palmy,
- Officier d’Académie zwany Srebrne Palmy[1].

Dopiero w 1866 tytuł Palm Akademickich został powiązany z odznaczeniem. Dystynkcje haftowane na togach ustępują metalowej plakietce zawieszonej na wstążce z mory, wpierw czarnej, później fioletowej. Medal miał kształt gałęzi oliwnej i laurowej. Oliwki często były emaliowane na czerwono, tylko kilka egzemplarzy miało zielone oliwki.
4 października 1955 odznaczenie przekształcono z akademickiego w resortowe i podzielono na trzy klasy (Kawalera, Oficera i Komandora). Obecnie stosuje się przepisy z ustawy z 1955 roku, z drobnymi poprawkami z 2002.
Odznaczenie to nobilituje wybranych członków społeczności edukacyjnej, uczących lub nie. Możliwość jego przyznania już w 1866 została poszerzona o osoby nie uczące, które wniosły duży wkład w proces edukacji narodowej Francji. Może ono zostać również przyznane obcokrajowcom oraz Francuzom przebywającym za granicą aktywnie uczestniczącym w popularyzacji kultury francuskiej na świecie.
Promocje i nominacje, na mocy dekretu Premiera Francji ogłoszonego na wniosek Ministra Edukacji, mają miejsce dwa razy w roku: 1 stycznia (osoby niepodlegające francuskiemu Ministerstwu Edukacji) i 14 lipca (osoby podlegające temu ministerstwu).
W kolejności starszeństwa francuskich odznaczeń zajmuje dziewiąte miejsce, za Medalem Ruchu Oporu, a przed Orderem Zasługi Rolniczej, a spośród czterech odznaczeń resortowych – na miejscu pierwszym, przed Orderem Zasługi Rolniczej, Orderem Zasługi Morskiej i Orderem Sztuki i Literatury.

## Insygnia
W chwili obecnej, od ponownego ustanowienia w 1955, order jest przyznawany w trzech klasach:
- Komandor (fr. Commandeur) – pozłacany medal w kształcie liści palmowych o wysokości 60 mm zawieszony na wstążce przyczepionej do obręczy o średnicy 22 mm, całość zawieszona na łańcuchu, wstążka z białymi pasami i rozetą. Komandorem można zostać najwcześniej 3 lata (do 2002 r. 5 lat) po otrzymaniu stopnia Oficera.
- Oficer (fr. Officier) – medal w kształcie liści palmowych pokryty fioletową emalią o wysokości 35 mm, wstążka z rozetą. Oficerem może zostać Kawaler najwcześniej 5 lat po otrzymaniu orderu niższej klasy.
- Kawaler (fr. Chevalier) – medal w kształcie liści palmowych pokryty fioletową emalią o wysokości 35 mm, wstążka bez rozety. Kawaler musi mieć co najmniej 35 lat i pracować w szkolnictwie od co najmniej 10 lat (do reformy w 2002 r. od 15 lat).

Współczesny medal, dzieło kowala artystycznego Raymonda Subes'a, jest niesymetryczny – po lewej stronie znajduje się 12 liści, po prawej, 11 (w sumie 23 liście).
Wstążka dla wszystkich stopni jest fioletowa, o szerokości 32 mm.